# Anna Rostkowska
Anna Rostkowska (* 26. Juli 1980 in Lwówek Śląski als Anna Zagórska) ist eine polnische Leichtathletin, die sich auf den Mittelstreckenlauf spezialisiert hat.

## Sportliche Laufbahn
Erste Erfahrungen bei internationalen Meisterschaften sammelte Anna Rostkowska im Jahr 1999, als sie bei den Junioreneuropameisterschaften in Riga mit 2:07,16 min in der ersten Runde im 800-Meter-Lauf ausschied. 2001 siegte sie in 2:07,27 min bei den U23-Europameisterschaften in Amsterdam und anschließend belegte sie bei der Sommer-Universiade in Peking in 2:02,21 min den vierten Platz. Im Jahr darauf gewann sie bei den Halleneuropameisterschaften in Wien in 3:32,45 min gemeinsam mit Anna Guzowska, Aneta Lemiesz und Grażyna Prokopek die Silbermedaille mit der polnischen 4-mal-400-Meter-Staffel hinter dem belarussischen Team. 2003 gewann sie bei den Studentenweltspielen in Daegu in 2:00,11 min die Silbermedaille über 800 Meter hinter der Rumänin Liliana Bărbulescu und mit der Staffel sicherte sie sich in 3:38,17 min die Silbermedaille hinter dem russischen Team. 2008 nahm sie über 800 Meter an den Olympischen Sommerspielen in Peking teil und schied dort mit 1:58,84 min im Halbfinale aus. Auch bei den Weltmeisterschaften im Jahr darauf in Berlin schied sie mit 2:01,40 min im Semifinale aus. Nach einer dreijährigen Wettkampfpause schied sie 2013 bei den Halleneuropameisterschaften in Göteborg mit 2:05,95 min im Vorlauf aus.
In den Jahren von 2000 bis 2004 sowie 2008 und 2009 wurde Rostkowska polnische Meisterin im 800-Meter-Lauf im Freien sowie 2013 in der Halle. Zudem wurde sie 2002 Landesmeisterin in der 4-mal-400-Meter-Staffel.

## Persönliche Bestleistungen
- 800 Meter: 1:58,72 min, 18. Juli 2008 in Saint-Denis
  - 800 Meter (Halle): 2:03,67 min, 27. Januar 2003 in Spała
- 1000 Meter: 2:36,95 min, 18. August 2007 in Międzyzdroje
- 1500 Meter: 4:09,39 min, 6. August 2003 in Königs Wusterhausen